# Stare Bielsko (gromada)
Stare Bielsko – dawna gromada, czyli najmniejsza jednostka podziału terytorialnego Polskiej Rzeczypospolitej Ludowej w latach 1954–1972.
Gromady, z gromadzkimi radami narodowymi (GRN) jako organami władzy najniższego stopnia na wsi, funkcjonowały od reformy reorganizującej administrację wiejską przeprowadzonej jesienią 1954 do momentu ich zniesienia z dniem 1 stycznia 1973, tym samym wypierając organizację gminną w latach 1954–1972.
Gromadę Stare Bielsko z siedzibą GRN w Starym Bielsku (obecnie w granicach Bielska-Białej) utworzono – jako jedną z 8759 gromad na obszarze Polski – w powiecie bielskim w woj. stalinogrodzkim, na mocy uchwały nr 15/54 WRN w Stalinogrodzie z dnia 5 października 1954. W skład jednostki wszedł obszar dotychczasowej gromady Stare Bielsko ze zniesionej gminy Stare Bielsko w tymże powiecie. Dla gromady ustalono 27 członków gromadzkiej rady narodowej.
20 grudnia 1956 województwo stalinogrodzkie przemianowano (z powrotem) na katowickie.
1 stycznia 1969 z gromady Stare Bielsko wyłączono część terenów o powierzchni 122,0458 ha, włączając ją gromady Komorowice w tymże powiecie oraz część terenów o powierzchni 51,7920 ha, włączając je do miasta (na prawach powiatu) Bielska-Białej w tymże województwie.
Gromada przetrwała do końca 1972 roku, czyli do kolejnej reformy gminnej. 1 stycznia 1973 w powiecie bielskim reaktywowano gminę Stare Bielsko.